# Стівен Мерфі
Стівен Джеймс Мерфі (англ. Stephen James Murphy; народився 11 грудня 1981 у м. Данді, Шотландія) — британський хокеїст, воротар. Виступає за «Белфаст Джаєнтс» у Британській елітній хокейній лізі.
Виступав за «Пейслі Пайретс», «Файф Флаєрс», «Омаха Ленсерс», «Клівленд Беронс», «Данді Старс», «Брекнелл Біз», ХК «Бреке», ХК «Бйорклевен», ХК «Арбога», «Единбург Кепіталс», «Схьєрнен Хокей», «Манчестер Фінікс», «Белфаст Джаєнтс».
У складі національної збірної Великої Британії учасник чемпіонатів світу 2001 (дивізіон I), 2002 (дивізіон I), 2003 (дивізіон I), 2005 (дивізіон I), 2007 (дивізіон I), 2008 (дивізіон I), 2010 (дивізіон I) і 2011 (дивізіон I). У складі молодіжної збірної Великої Британії учасник чемпіонатів світу 2000 (група C) і 2001 (дивізіон II). У складі юніорської збірної Великої Британії учасник чемпіонату світу 1999 (група B).
Двоюрідний брат: Колін Шилдс.